# Benedikt Fernández
Benedikt Fernandez (Bonn, 8 de janeiro de 1985) é um futebolista alemão.